# Empis stercorea
Empis stercorea är en tvåvingeart som beskrevs av Carl von Linné 1761. Empis stercorea ingår i släktet Empis och familjen dansflugor.
Artens utbredningsområde är Sverige. Arten är reproducerande i Sverige. Inga underarter finns listade i Catalogue of Life.

## Bildgalleri

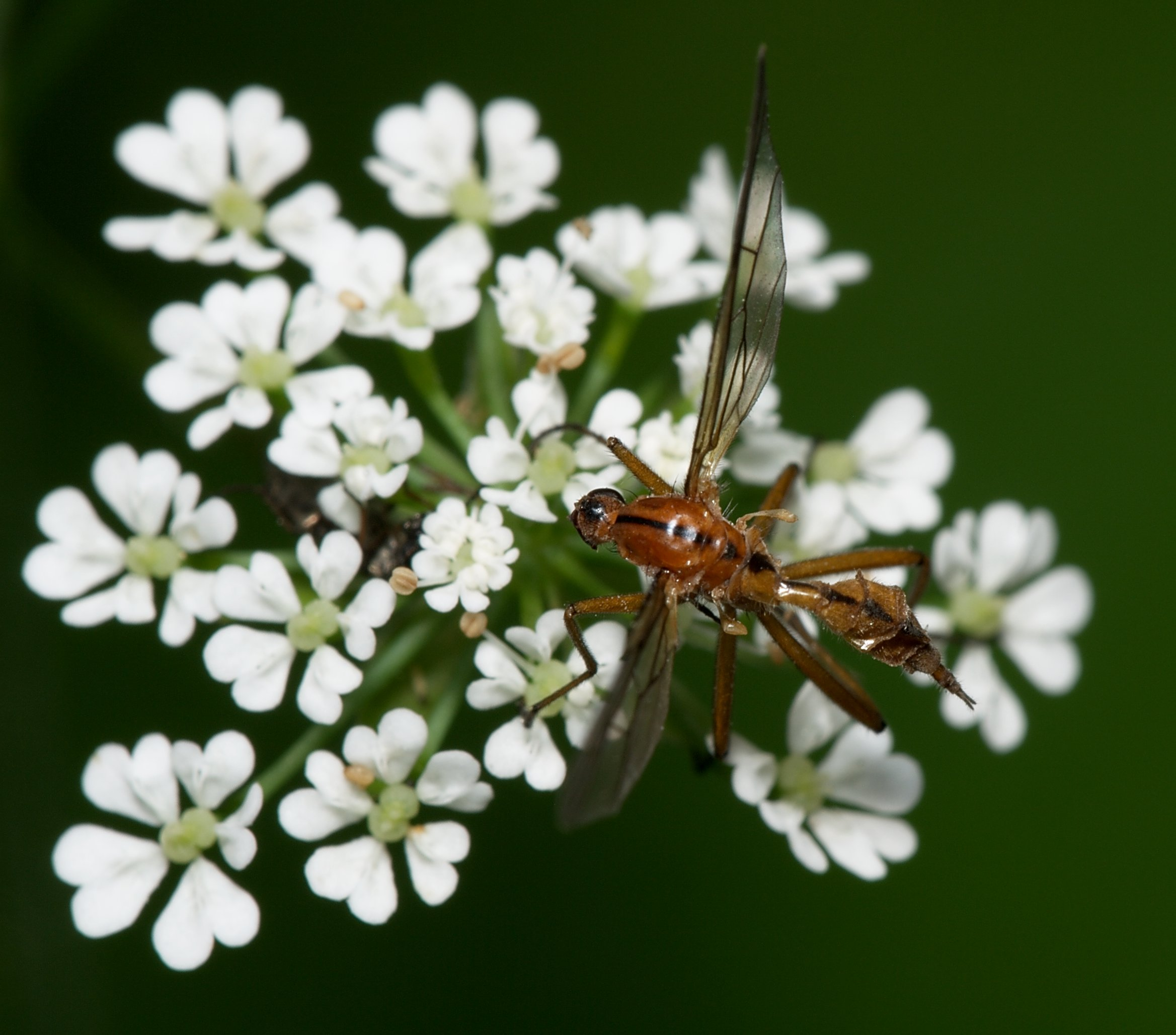
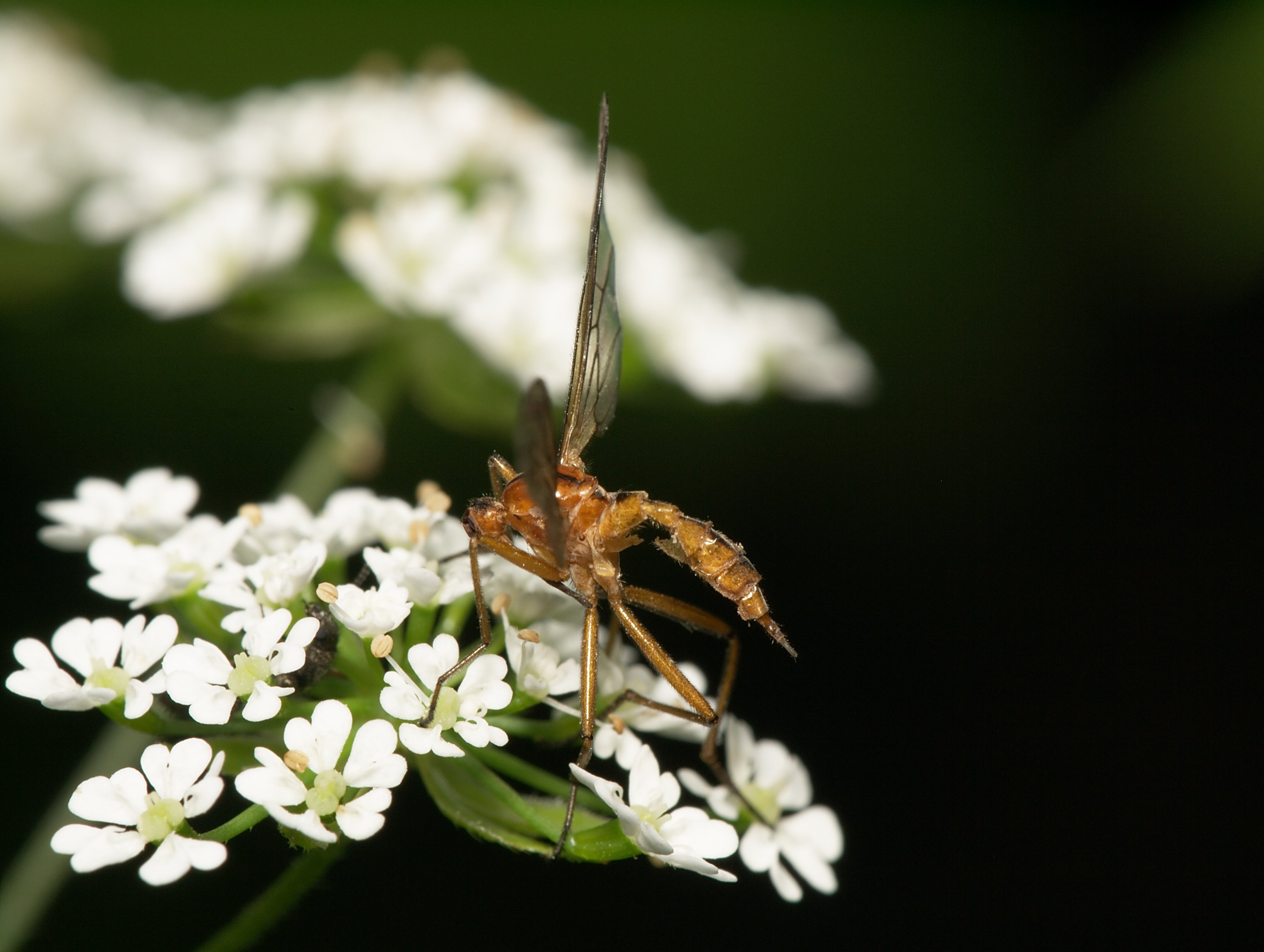
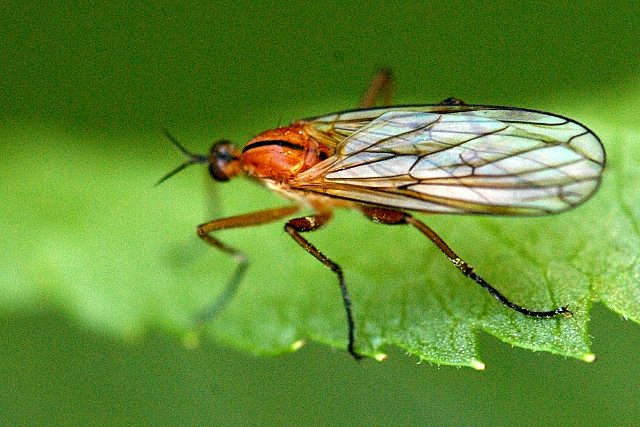
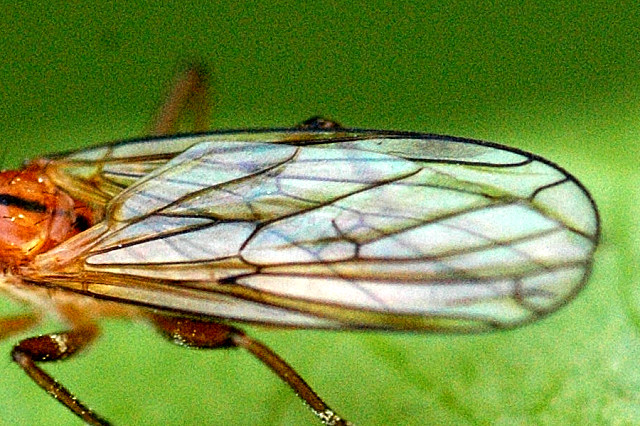
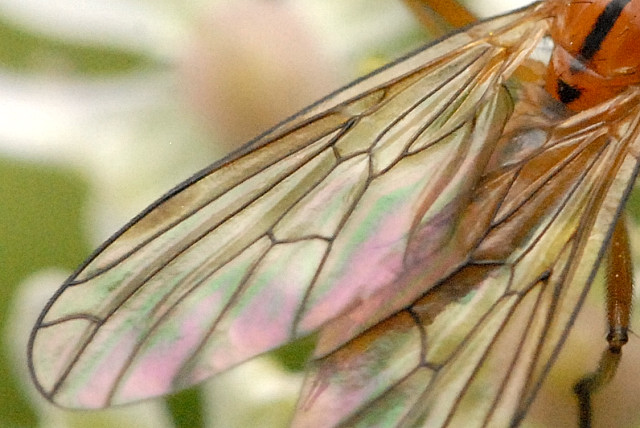